# Stachowizna
Stachowizna (niem. Rehstall) – osada w Polsce położona w województwie warmińsko-mazurskim, w powiecie kętrzyńskim, w gminie Kętrzyn.
W latach 1975–1998 miejscowość administracyjnie należała do województwa olsztyńskiego.

## Historia
Majątek ziemski w Stachowiźnie powstał jeszcze w średniowieczu. W końcu XIX w. miał powierzchnię 1000 ha razem z dwoma folwarkami. W roku 1913 Stachowizna wraz z Pasterzewem miała obszar 482 ha. Właścicielem Stachowizny był wówczas Paul Raschke. Powierzchnia majątku w latach dwudziestych XX w. zmniejszyła się do 280 ha. W wyniku kryzysu gospodarczego znaczna część majątków ziemskich pobankrutowała. Część gruntów Stachowizny rozdzielona została na mniejsze gospodarstwa. Właścicielem okrojonego obszarowo majątku została rodzina Ahlmann. Właścicielem młyna na Dajnie przed 1945 był Max Raschke. Młyn ten zlokalizowany był na miejscu krzyżackiego młyna pracującego jeszcze w XIV w. na rzecz zamku w pobliskich Bezławkach.
Majątek ziemski po 1945 r. funkcjonował jako PGR. Przed likwidacją PGR jako zakład rolny z suszarnią zielonek na potrzeby innych zakładów zgrupowanych w PPGR Smokowo.

## Dwór
Dwór w Stachowiźnie wybudowany został w drugiej połowie XIX w. w stylu eklektycznym. Jednokondygnacyjna budowla zrealizowana została na planie prostokąta z facjatami i piętrem mieszkalnym na poziomie poddasza, przykryty dachem dwuspadowym. Na osi budowli obustronny ryzalit w stylu neogotyckim, zdobiony w szczytach sterczynami ze zwieńczeniami z pseudokrenelażem. Od strony podjazdu ryzalit poprzedzony jest gankiem. Do stylu neorenesansowego nawiązuje elewacja boczna z wolutkami i półkolistym szczycikiem.
W czasie użytkowania dworu przez PGR były tu mieszkania i biura. Dwór obecnie jest własnością prywatną.